# Markéta Štechová
Markéta Štechová (* 1983) je česká badatelka v oboru mediálních studií, divadelní a televizní herečka, zpěvačka a rozhlasová moderátorka.

## Život
V dětství působila v DRDS (Dismanově rozhlasovém dětském souboru). Je členkou divadla Extrém a zpívala v ska/rocksteady kapele Basta Fidel. Nyní působí ve skupině Nano. Kromě toho dříve spolupracovala s Českým rozhlasem na pořadu Čajovna a na ČRo 4 - Radio Wave. Účinkovala i v pořadu ČT pro děti - Ži-ra-fa. Hovoří dobře francouzsky a má Francii velmi ráda.[zdroj⁠?!] Po ročním koketování s francouzštinou na FF UK a žurnalistikou na FSV UK absolvovala v letech 2002 - 2005 bakalářské studium sociologie na FSV UK. Studium završila bakalářskou prací V hlavní roli herec, na téma sociologie divadla. Výrazněji na sebe upozornila jednou z hlavních rolí v televizním seriálu Proč bychom se netopili, kde ztvárnila Lucii, příjemnou kultivovanou intelektuálku. Toto angažmá inspirovalo její magisterskou práci v oboru mediálních studií na FSV UK o tvorbě televizního seriálu v produkci České televize - "Produkční ideologie televizního seriálu Proč bychom se netopili".

## Filmografie
- Redakce (2004)
- ...a bude hůř (2007)
- Proč bychom se netopili (2009)